# Gottfried Fritzsche
Gottfried Fritzsche (eigentlich: Frietzsch) (* 1578 in Meißen; † 1638 in Ottensen, heute zu Hamburg) war ein deutscher Orgelbauer.

## Leben
Gottfried Frietzsch schrieb sich selbst mit gedehntem „ie“. Die Forschung im 20. Jahrhundert bezeichnete ihn aber durchgehend als „Fritzsche“. Er wurde als Sohn des Goldschmieds Jobst Fritzsche († 1585) geboren. Sein Großvater Johannes Fritzsche (1508–1586) war Domsyndikus in Meißen. Vor 1603 erlernte er den Orgelbau wahrscheinlich bei Johann Lange in Kamenz. Gottfried Frietzsch war bis 1612 Orgelbauer in Meißen, dann in Dresden. Hier wird er um 1614 zum kurfürstlich-sächsischen Hoforgelbauer ernannt. Von 1619 bis 1627 war er in Wolfenbüttel tätig und von 1628 bis 1629 in Celle, bevor er 1629 nach Ottensen kam. Er wurde Nachfolger von Hans Scherer dem Jüngeren und blieb dort bis zu seinem Tod.
Aus seiner ersten Ehe mit einer heute nicht mehr namentlich bekannten Frau entsprossen drei Söhne und drei Töchter, darunter der Orgelbauer Hans Christoph Fritzsche. Durch seine zweite Ehe 1629 mit Margarete geb. Ringemuth, verw. Rist, wurde er Stiefvater des Dichters Johann Rist. Seine Schüler (und späteren Schwiegersöhne) waren Friedrich Stellwagen und Tobias Brunner.

## Werk
Frietzsch stand an der Schwelle von der Renaissance zum Frühbarock. Er entwickelte den brabantischen Orgelbau weiter und führte zahlreiche Neuerungen ein, beispielsweise an Zungenregistern die Rankettregale wie Dulzian, Regal, Sordun und das langbechrige Krummhorn. Frietzsch stellte nicht selten Register derselben Registerfamilie, aber mit kontrastierender Mensur (weit und eng) in einem Werk einander gegenüber oder wählte ungewöhnliche Fußtonlagen (Tonhöhen). Im Brustwerk und Pedal setzte er regelmäßig einfüßige Stimmen ein, die bei Scherer noch unbekannt waren. Kennzeichnend ist auch seine zweifache Zimbel, die den Platz von Scherers hochliegendem Scharff einnimmt, sowie die Verwendung verschiedener Aliquotregister als Einzelstimmen. So war die 1635 durch Frietzsch in die Orgel von St. Jacobi (Hamburg) eingebaute Sesquialtera die erste im norddeutschen Raum überhaupt. Auch verwendete er gerne Nebenregister wie Tremulant und „Trommel“, die bei Scherer noch nicht begegnen, und Effektregister wie „Kuckuck“, „Vogelsang“ und „Nachtigall“. Während in Norddeutschland bisher gehämmerte Bleipfeifen die Regel waren, hobelte Frietzsch die Pfeifen und verwendete eine Legierung mit einem höheren Zinnanteil, für die Becher der Posaunen und Trompeten setzte er Markasit zu. Gegenüber Scherer war schließlich der Einsatz von Subsemitonien (doppelte Obertasten) neu. In seiner Hamburger Zeit führte er an den Orgeln aller vier Hauptkirchen Umbauten durch. Durch Frietzsch’ Erweiterungen gehörten die Orgel in St. Jacobi und St. Katharinen zu den ersten Orgeln überhaupt, die über vier Manuale verfügten.

## Werkliste
| Jahr      | Ort               | Kirche                                   | Bild | Manuale             | Register | Bemerkungen |
| --------- | ----------------- | ---------------------------------------- | ---- | ------------------- | -------- | --- |
| 1603      | Meißen            | Meißner Dom                              |      | II/P                | 17       | als Schwalbennestorgel; am 27. April 1647 durch Blitzschlag zerstört |
| 1609–1610 | Meißen            | Frauenkirche                             |      |                     |          | Renovierung einer Orgel von Anton Lehmann (1544), Einweihung durch Hans Leo Haßler; nicht erhalten |
| 1612–1614 | Dresden           | Schlosskapelle                           |      | II/P                | 33       | in Zusammenwirken mit Hans Leo Hassler; 1737 in die Matthäuskirche überführt; nicht erhalten; Disposition bei Michael Praetorius: Syntagma musicum. Band 2: De Organographia |
| 1615–1617 | Sondershausen     | Trinitatiskirche                         |      | II/P                | 33       | 1621 verbrannt |
| 1617      | Wolfenbüttel      | Trinitatiskirche                         |      | II/P                | 21       | ursprünglich für Schlosskapelle Schöningen gebaut; 1722/23 überführt und umgebaut; Prospekt stark verändert erhalten |
| 1618–1619 | Bayreuth          | Stadtkirche Heilig Dreifaltigkeit        |      | II/P                | 35       | nicht erhalten |
| 1621–1622 | Harbke            | St. Levin                                |      | I/P                 | 18       | 1728 Ergänzung um ein Rückpositiv durch Christoph Treutmann; Prospekt und Pfeifenmaterial erhalten |
| 1619–1623 | Wolfenbüttel      | Marienkirche                             |      | III/P               | 39       | rekonstruierter Prospekt und 6 Register erhalten |
| 1621–1623 | Braunschweig      | St. Katharinen                           |      | III/P               |          | 6 Register erhalten und im Neubau von Rudolf von Beckerath Orgelbau (1980) integriert |
| 1622–1625 | Clauen            | Kirche Clauen                            |      | I/p                 |          | ursprünglich für Schlosskirche Wolfenbüttel gebaut; 1725/26 Umbau durch Johann Andreas Graff; 1796 nach Clauen überführt; barockisierter Prospekt und Teile von Pfeifenwerk und Windladen erhalten; 1995 durch Bernhardt Edskes restauriert |
| 1620er    | Coswig            | Alte Kirche                              |      | I                   | 9        | Erbauer unbekannt, möglicherweise Frietzsch oder Tobias Weller; um 1735 nach Coswig umgesetzt, 1760 neu bemalt; erhalten → Orgel |
| 1626–1627 | Braunschweig      | St.-Ulrici-Kirche                        |      | III/P               | 26       | nicht erhalten |
| 1627      | Dresden?          |                                          |      | I                   | 1        | Zuschreibung; Positiv mit Pergamentpfeifen; heute im Victoria and Albert Museum erhalten |
| 1629–1630 | Hamburg           | Marien-Magdalenen-Kloster, Klosterkirche |      | II/P                | 23       | nicht erhalten |
| 1630      | Hamburg-Ottensen  | Christianskirche                         |      |                     |          | Erweiterungsumbau einer älteren Orgel; einige Register 1744/1745 in Neubau von Johann Dietrich Busch übernommen |
| 1630      | Hamburg           | Ehemalige Hauptkirche Sankt Nikolai      |      |                     |          | Umsetzung von dem Platz über der Nordertür auf eine neue Empore „unterm Turm im Westen“; Erweiterung und Umbau unbekannten Ausmaßes |
| 1624–1631 | Torgau            | Torgauer Schlosskapelle                  |      |                     |          | nicht erhalten |
| 1630–1631 | Braunschweig      | St. Martini                              |      | II/P                | 24       | Entwurf für eine Disposition, die Jonas Weigel in veränderter Form ausführte |
| 1632      | Hamburg           | Hauptkirche Sankt Katharinen             |      | IV/P                | 56       | Erweiterungsumbau; Frietzsch-Pfeifen in vier Brustwerkregistern erhalten; 2013 Rekonstruktion des Zustands von 1720 (Foto) |
| 1633–1634 | Hamburg           | St.-Petri-Kirche                         |      | IV/P (drei Manuale) |          | Renovierung, Erweiterung und Umbau. Neu: Brustwerk (angehängt an Oberwerk), sämtliche Rückpositiv-Register, einzelne Register in Hauptwerk und Pedal. Neue Klaviaturen bzw. Erweiterung der Manualumfänge bis c3, mit geteilten Obertasten, Subsemitonien, in allen (koppelbaren) Manualklaviaturen für die zusätzlichen Töne dis, as und ais. Nicht erhalten. |
| 1634      | Neuengamme        | St. Johannis                             |      | I/P                 |          | 1803 von Johann Paul Geycke und später mehrfach umgebaut; 5 Register vollständig und 6 in Teilen erhalten |
| 1634      | Altengamme        | St. Nicolai                              |      |                     |          | Neubau; 1751 durch Johann Dietrich Busch ersetzt |
| 1635–1636 | Hamburg           | St.-Jacobi-Kirche                        |      | IV/P                | 56       | Erweiterung auf vier Manuale mit 4 Oktaven Umfang (im Rückpositiv von dis° bis einschließlich dis2 sieben geteilte Obertasten, Subsemitonien, für die zusätzlichen Töne dis, as und ais); beim Neubau 1693 übernahm Schnitger 20 Register von Frietzsch in unterschiedlichem Umfang                                                                            |
| 1637      | Hamburg-Allermöhe | Dreieinigkeitskirche                     |      |                     |          | Neubau; später mehrfach umgebaut, Prospekt 1900 verbrannt |
| 1636–1638 | Trittau           |                                          |      |                     | 12       | blieb unvollendet |
| 1637–1638 | Borstel (Jork)    | St. Nikolai                              |      | II/P                | etwa 20  | Reparatur der Orgel eines unbekannten Erbauers (2. Hälfte des 16. Jahrhunderts); Orgel mehrfach umgebaut, 1770–1772 eingreifend durch Johann Paul Geycke, der auch neues Gehäuse schuf; Kehlen zweier Zungenregister von Frietzsch erhalten |